# 謎ジパング あなたの知らない日本
『謎ジパング あなたの知らない日本』（なぞジパング あなたのしらないにっぽん）は、1994年4月3日から1995年3月26日までテレビ朝日系列局で放送されていたテレビ朝日制作の教養バラエティ番組。放送時間は毎週日曜 18:30 - 18:55 （日本標準時）で、郵便局（現・日本郵政グループ）が単独提供した。

原案・脚本は美術、歴史、政治、経済、物理など幅広い分野に精通した作家明石散人。
「完全なる空想は、やがて事実として発現する。」明石散人はこのフレーズを番組制作の基礎的条件の第一とした。
番組は明石氏の推理と空想のもと、全国各地の事象や歴史・美術などに大胆な仮説を提案し、その謎を解いていくエンターテイメントとして構成され、46本が制作された。
スタート時の出演者は、出光ケイ、仲本工事、小野ヤスシらで、第21回放送以降は宮崎美子が一人で各地をリポートし、ナレーターの江守徹と掛け合いをする形で展開した。
代表的な番組内容として・・・・・
・今も親しまれている麻雀。方位・季節・色と結びつき、点の数え方など独特のルールがあるこのゲーム、実は讖緯（しんい）思想と結びつく未来予言の道具だったのではないか？そして日本書紀に登場する「博戯」とはこのゲームなのではないか空想する「四次元的ゲームは予言書」（第3回放送）。
・川端康成の名作『古都』。この小説のモチーフは川端が所有していた「盆栽」から着想を得たものではないのか？小説中の設定や様々な描写からそれを空想する「川端康成の視た京都幻想」（第17回放送）。
・富嶽三十六景を描いた葛飾北斎、江戸の評判は上々で百点描くつもりだったというが、何故か46点で突然中止してしまった。その謎について北斎が考案した画面構成法をもとに空想する「富士山に挑んだ北斎の失敗」（第21回放送）。
・焼失前の金閣寺の三層・究竟頂の天井は三間（5.4ｍ）四方の楠の一枚板だったという。このような大木が当時本当に存在したのか、様々な文献をもとに空想する「黄金に輝く金閣寺の謎！」（第32回放送）。
・マルコ・ポーロの東方見聞録に紹介された《黄金の国ジパング》は本当にあったのか？東経141度線上に連なる金鉱脈をもとに3回にわたって黄金の謎を空想する「黄金の国日本、隠された扉を今開く！」（第33～35回放送）。
などがある。
- この番組以前に郵便局がスポンサーに付いていたのは、TBSで放送の『ふるさとニッポン』だった。番組の終了後、郵便局は替わってテレビ東京で放送の『素敵にこだわり』を提供した。

| テレビ朝日系列 日曜18:30枠 【本番組のみ郵便局単独提供枠】                                      | テレビ朝日系列 日曜18:30枠 【本番組のみ郵便局単独提供枠】        | テレビ朝日系列 日曜18:30枠 【本番組のみ郵便局単独提供枠】   |
| 前番組                                                                                         | 番組名                                                           | 次番組                                                      |
| ---------------------------------------------------------------------------------------------- | ---------------------------------------------------------------- | ----------------------------------------------------------- |
| Jリーグ A GOGO!! （1993年4月 - 1994年3月） ※日曜12:00枠へ移動・拡大、 ローカルセールス枠に変更 | 謎ジパング あなたの知らない日本 （1994年4月3日 - 1995年3月26日） | クイズ21! ジャックをねらえ （1995年4月9日 - 1995年9月24日） |